# Ostrov Golea
Ostrov Golea este o arie protejată (arie de protecție specială avifaunistică — SPA) din Bulgaria întinsă pe o suprafață de 414,56 ha, integral pe uscat.

## Localizare
Centrul sitului Ostrov Golea este situat la coordonatele 44°00′52″N 22°59′18″E / 44.014444°N 22.988333°E.

## Înființare
Situl Ostrov Golea a fost declarat arie de protecție specială avifaunistică în martie 2007 pentru a proteja 21 de specii de animale.

## Biodiversitate
Situată în ecoregiunea continentală, aria protejată nu include niciun habitat protejat.
La baza desemnării sitului se află mai multe specii protejate de  păsări (21): rață sulițar (Anas acuta), rață pitică (Anas crecca), rață fluierătoare (Anas penelope), rață mare (Anas platyrhynchos), rață pestriță (Anas strepera), gâscă cenușie (Anser anser), stârc cenușiu (Ardea cinerea), stârc roșu (Ardea purpurea), rața moțată (Aythya fuligula), Bucephala clangula, șorecarul comun (Buteo buteo), erete de stuf (Circus aeruginosus), egretă albă (Egretta alba), egretă mică (Egretta garzetta), șoim de iarnă (Falco columbarius), găinușă de baltă (Gallinula chloropus), pescăruș râzător (Larus ridibundus), stârc de noapte (Nycticorax nycticorax), cormoran mare (Phalacrocorax carbo), cormoran mic (Phalacrocorax pygmeus), lopătar (Platalea leucorodia)